# Vendenheim
Vendenheim település Franciaországban, Bas-Rhin megyében. Lakosainak száma 6005 fő (2022. január 1.). Vendenheim Berstett, Brumath, Eckwersheim, Geudertheim, Hœrdt, Lampertheim, Mundolsheim, Reichstett és La Wantzenau községekkel határos.

## Népesség
A település népessége az elmúlt években az alábbi módon változott:
| Lakosok száma | 5552 | 5512 | 5611 | 5664 | 5817 | 5971 | 6010 | 6042 | 6005 |
|               | 2013 | 2015 | 2016 | 2017 | 2018 | 2019 | 2020 | 2021 | 2022 |